# Fritzia
Fritzia is een geslacht van spinnen uit de familie springspinnen (Salticidae).

## Soorten
De volgende soorten zijn bij het geslacht ingedeeld:
- Fritzia muelleri O. P.-Cambridge, 1879